# 256.ª Divisão de Infantaria (Alemanha)
A 256ª Divisão de Infantaria (em alemão:256. Infanterie-Division) foi uma unidade militar que serviu no Exército alemão durante a Segunda Guerra Mundial.

## Comandantes
| Comandante                           | Data                                             |
| ------------------------------------ | ------------------------------------------------ |
| Generalleutnant Josef Folttmann      | 1 de setembro de 1939 - 10 de janeiro de 1940    |
| Generalleutnant Gerhard Kauffmann    | 10 de janeiro de 1940 - 4 de janeiro de 1942     |
| Generalleutnant Friedrich Weber      | 4 de janeiro de 1942 - 14 de fevereiro de 1942   |
| Generalleutnant Paul Dannhauser      | 14 de fevereiro de 1942 - 24 de novembro de 1943 |
| Generalleutnant Albrecht Wüstenhagen | 24 de novembro de 1943 - 26 de junho de 1944     |

## Oficiais de operações
| Hauptmann Otto Deyhle       | ?-1940                                  |
| Major Albrecht von Warburg  | Jun 1940-novembro de 1942               |
| Oberstleutnant Adolf Hornig | novembro de 1942-10 de dezembro de 1943 |

## Área de operações
| Alemanha                       | setembro de 1939 - maio de 1940 |
| Países Baixos & Bélgica        | maio de 1940 - junho de 1941    |
| Frente Oriental, setor central | junho de 1941 - julho de 1944   |